# Station Herzliya
Station Herzliya (Hebreeuws: תחנת הרכבת הרצליה Taḥanat HaRakevet Herzliya) is een treinstation in de Israëlische stad Herzliya.
Het is een station op het traject Binyamina-Ashkelon. Het werd officieel geopend op 3 april 2004.
Het station ligt aan de straten HaRakevet en Ben Zion Michaeli. Station Herzliya telt drie perrons.
In 2004 werd een nieuw station gebouwd, om het oude station te vervangen.
| Eindbestemming | Vorig station | Lijn               | Volgend station     | Eindbestemming |
| -------------- | ------------- | ------------------ | ------------------- | -------------- |
| Binyamina      | Beit Yehoshua | Binyamina-Ashkelon | Tel Aviv University | Ashkelon       |